# Secrets of the Underground
Secrets of the Underground est un film américain réalisé par William Morgan, sorti en 1942.

## Fiche technique
- Titre : Secrets of the Underground
- Réalisation : William Morgan
- Scénario : Robert Tasker, Daniel Mainwaring, Phillips Lord
- Musique : Mort Glickman, Marlin Skiles
- Production : Leonard Fields
- Film en noir et blanc
- Durée : 70 minutes
- Genre : drame
- Date de sortie
  -  États-Unis 18 décembre 1942

## Distribution
- John Hubbard : P. Cadwallader Jones
- Virginia Grey : Terry Parker
- Robin Raymond : Marianne Panois
- Ben Welden : Lead Henchman
- Lloyd Corrigan : Maurice Vaughn
- Marla Shelton : Mrs. Perkins, WAAF
- Neil Hamilton : Harry Kermit
- Olin Howland : Oscar Mayberry
- Dick Rich : Maxie Schmidt
- Ken Christy : Dave Cleary
- Pauline Drake : Jones
- Miles Mander : Paul Panois